# هنریک فیسکر
هنریک فیسکر (انگلیسی: Henrik Fisker; ۱۰ اوت ۱۹۶۳ – ) طراح و کارآفرین اهل دانمارک است، که در سال ۲۰۱۶ شرکت فیسکر اینک را تأسیس کرد.